# العمرة (قنا)
قرية العمرة هي إحدى القرى التابعة لمركز أبو تشت في محافظة قنا في جمهورية مصر العربية. حسب إحصاءات سنة 2006، بلغ إجمالي السكان في العمرة 12093 نسمة، منهم 5727 رجل و6366 امرأة.